# Сюткент
Сютке́нт (каз. Сүткент) — село у складі Шардаринського району Туркестанської області Казахстану. Адміністративний центр Сюткентського сільського округу.
Населення — 2911 осіб (2021; 2744 у 2009, 2562 у 1999, 2489 у 1989).